# Блангпіді
Блангпіді або Бланг Піді — місто в провінції Ачех в Індонезії та є столицею південно-західного регіону Ачех. Блангпіді розташоване на західному узбережжі острова Суматра, через місто проходить головна дорога Банда-Ачех — Медан.

## Демографія
Населення округу Блангпіді за переписом 2020 року становило 23 810 осіб. Офіційна оцінка на середину 2021 року становила 24 085 осіб, включаючи 12 011 чоловіків і 12 074 жінки.

## Транспорт
Місто обслуговує аеропорт Блангпіді (IATA: KJX).